# Limín Mesoyaías
Limín Mesoyaías (Porto Rafti, Limin Markopoulou) är en ort i Grekland.   Den ligger i prefekturen Nomarchía Anatolikís Attikís och regionen Attika, i den sydöstra delen av landet, 27 km öster om huvudstaden Aten. Limín Mesoyaías ligger 21 meter över havet och antalet invånare är 9 686.
Terrängen runt Limín Mesoyaías är kuperad åt sydost, men åt nordväst är den platt. Havet är nära Limín Mesoyaías österut.  Närmaste större samhälle är Gérakas, 19,4 km nordväst om Limín Mesoyaías. 